# Marea Epurare
Marea Epurare (rusă Большой террор - Marea Teroare) este numele dat campaniilor de represiune din Uniunea Sovietică de la sfârșitul celui de-al patrulea deceniu al secolului XX, care a inclus și epurarea partidului comunist.Termenul de represiune a fost în mod oficial folosit pentru a indica urmărirea oamenilor recunoscuți drept dușmani ai poporului și contrarevoluționari. Epurarea a fost motivată de dorința conducerii Partidului Comunist de a elimina elementele disidente. Adeseori, epurarea  a fost considerată drept tactica lui Stalin pentru consolidarea propriei puteri. Campanii suplimentare de represiune au fost purtate împotriva grupurilor sociale care se opuneau statului sovietic și politicii Partidului Comunist al Uniunii Sovietice (PCUS). De asemenea, un număr de epurări au fost explicate în mod oficial ca o eliminare a posibilităților de sabotaj și spionaj, având în vedere un așteptat război cu Germania. Cea mai mare atenție publică a fost concentrată pe epurarea conducerii partidului însăși, ca și a aparatului birocratic guvernamental și a conducerii armatei, cea mai mare parte a acestora fiind formată din comuniști. 
Dar campaniile au afectat multe alte categorii ale societății: elemente considerate antisovietice din rândul intelectualității, a celor mai înstăriți țărani – chiaburi (kulacii), dar și din industrie și transporturi. O serie de operații ale NKVD-ului (poliția secretă sovietică) a afectat un număr de minorități naționale, considerate coloana a cincea a dușmanilor Uniunii Sovietice. Conform discursului lui Hrușciov din 1956, Despre cultul personalității și consecințele sale, ca și descoperirilor mai noi, multe acuzații, inclusiv cele prezentate în „procesele spectacol de la Moscova”, au fost bazate pe mărturisiri forțate și interpretări foarte largi ale articolului 58 al Codului Penal care trata infracțiunile de contrarevoluție. Deliberările legale cuvenite erau înlocuite de către Troika NKVD cu proceduri sumare. Sute de mii de persoane au fost executate de plutoane de execuție iar alte milioane au fost condamnate la domiciliu forțat sau au fost trimise în lagăre de muncă. Culmea campaniilor a apărut cât timp NKVD-ul a fost condus de Nikolai Ejov, din septembrie 1936 până în august 1938. Aceată perioadă este denumită uneori și ca Ejovșcina ("Era Ejov"). Oricum, campaniile erau duse la îndeplinire conform liniei generale trasate și, adeseori, condusă prin ordine directe de către biroul politic al partidului, condus de Stalin. În particular, în 1937, biroul politic (PolitBuro) a dat un ordin de aplicare a "mijloacelor de corecție psihică". Până la sfârșitul epurărilor, Ejov a fost eliberat din funcție, mai apoi arestat sub acuzația de spionaj (dovedită a fi falsă) și trădare, judecat, găsit vinovat și executat prin împușcare.

## Originea
Termenul de "epurare" în jargonul politic sovietic a fost o abreviere a expresiei epurarea ierarhiei de partid. În 1933, de exemplu, aproximativ 400.000 de membri au fost dați afară din partid. Dar din 1936 până în 1953 termenul și-a schimbat sensul, pentru că a fi exclus din partid era sinonim cu a fi arestat, întemnițat și de cele mai multe ori, executat.
Originea Marii epurări a fost dorința biroului politic de a elimina orice sursă posibilă de opoziție. Membrii Poliburo au vrut să se asigure că membrii partidului vor urma ordinele de la centru în strictă conformitate cu principiul centralismului democratic, că nu se vor mai repeta situațiile din anii '20 ai secolului XX, când existau facțiuni și că nu va exista o coloană a cincea în caz de război. Viaceslav Molotov a spus mai târziu că epurarea și întemnițarea celor care erau suspectați de lipsă de loialitate a fost o măsură de protecție în fața unei potențiale invazii a Germaniei Naziste. Partidul comunist a vrut de asemenea să elimine "elementele social periculoase", precum chiaburii, foștii chiaburi, foștii membri ai partidelor de opoziție precum socialist-revoluționarii și foștii oficiali țariști.
Represiunea împotriva inamicilor reali sau numai închipuiți ai bolșevicilor a fost neîntreruptă de la Revoluția din Octombrie, dar au existat perioade de creștere în intensitate precum cea a Terorii Roșii sau a deportării chiaburilor care s-au opus colectivizării. O trăsătură distinctă a Marii Epurări a fost aceea că pentru prima oară, chiar partidul conducător era supus represiunii la scară largă. Totuși, doar o minoritate dintre cei afectați de epurări erau membri de partid sau membri ai birocrației. Epurarea partidului a fost însoțită de epurări în întreaga societate. Următoarele evenimente sunt folosite pentru demarcările perioadei epurărilor: 
- Primul Proces de la Moscova, 1936,
- Introducerea troicilor NKVD pentru mai rapida implementare a „justiției revoluționare”, în 1937,
- Introducerea articolului 58-14 despre „sabotajul contrarevoluționar” în 1937.

## Procesele de la Moscova
Articol principal: Procesele de la Moscova.
Între 1936 și 1938 au avut loc trei Procese de la Moscova a unor foști lideri de frunte ai partidului comunist. Ei au fost acuzați că ar fi complotat cu puterile occidentale pentru asasinarea lui Stalin și a altor lideri sovietici, pentru dezmembrarea Uniunii Sovietice și pentru restaurarea capitalismului.
- Primul proces a fost procesul celor 16 membri ai așa-numitului "Centru Terorist Troțkist-Zinovievist" ținut în august 1936, al cărui inculpați principali a fost Grigori Zinoviev și Lev Kamenev, doi dintre cei mai proeminenți foști lideri ai partidului.

- Al doilea proces a fost în ianuarie 1937, în care au fost implicați 17 conducători mai puțin importanți, printre care Karl Radek, Iuri Piatakov și Grigori Sokolnikov. Treisprezece inculpați au fost împușcați iar restul au fost deportați în lagăre de muncă, unde au murit în scurt timp.

- Al treilea proces, din martie 1938, a inclus 21 de inculpați despre care se pretindea că ar face parte din așa numitul "Bloc al troțkiștilor și a celor de dreapta" condus de Nikolai Buharin, fost șef al Internaționalei Comuniste, foștii prim-miniștri Alexei Rîkov, Cristian Racovski și Nikolai Krestinski. Toți inculpații au fost executați.

- A fost de asemenea un proces secret al unui grup de generali ai Armatei Roșii, printre ei aflându-se Mihail Tuhacevski, ținut într-un tribunal militar, în iunie 1937.

Cei mai mulți observatori occidentali prezenți la procese au spus că acestea au fost corecte și vina acuzaților a fost dovedită. Ei își bazau aceste evaluări pe confesiunile acuzaților, care erau date în mod liber în sala de judecată, fără a exista vreo dovadă aparentă că ele au fost obținute prin tortură sau prin drogare.
De exemplu, Denis Pritt, avocat britanic și membru al parlamentului, a scris: "Încă o dată, socialiștii slabi de inimă sunt copleșiți de îndoieli și de anxietate," dar "încă o dată putem să ne simțim siguri că atunci când fumul se va ridica de pe câmpurile de bătălie ale controverselor, se va vedea că învinuirile au fost reale, confesiunile au fost obținute corect și acuzarea și-a condus obiectiv acțiunea."
În atmosfera politică a anilor '40, acuzațiile de conspirație pentru distrugerea Uniunii Sovietice nu erau incredibile, și puțini observatori din afară erau la curent cu evenimentele din interiorul partidului comunist care au dus la epurări și la procese.
Este cunoscut azi cum erau obținute confesiunile: prin mari presiuni psihologice aplicate acuzaților. Conform mărturiilor fostului ofițer OGPU Alexandr Orlov și a altora, printre metodele folosite pentru obținerea confesiunilor se numărau: bătăile repetate, tortura, obligarea prizonierilor să stea în picioare sau să rămână treji zile în șir, amenințări că familiile prizonierilor vor fi arestate și executate. De exemplu, fiul adolescent al lui Kamenev a fost arestat și a fost acuzat de terorism. După luni de astfel de tratament, acuzatul era extenuat și disperat.
Zinoviev și Kamenev au cerut ca o condiție a "mărturisirii" o garanție directă de la Politburo că viețile lor și ale familiilor lor vor fi cruțate. În schimbul recunoașterii acuzațiilor, ei au primit toate asigurările într-o întâlnire cu Stalin, Kliment Voroșilov și Ejov. După proces, Stalin nu numai că și-a încălcat promisiunea de a cruța viețile celor doi, dar a dat ordine pentru arestarea și executarea celor mai mulți membri ai familiilor lor. Buharin a fost de asemenea de acord să "mărturisească" cu condiția ca familia lui să fie cruțată. În cazul lui, promisiunea a fost în mod parțial ținută. Soția lui, Anna Larina, a fost trimisă într-un lagăr de muncă, dar a supraviețuit.
În mai 1937, a fost formată în SUA de către sprijinitorii lui Troțki, Comisia de Investigație în Cazul Acuzațiilor Împotriva lui Lev Troțki în cazul Proceselor de la Moscova, cunoscută în general drept Comisia Dewey, pentru stabilirea adevărului despre aceste procese. Comisia a fost prezidată de filozoful și pedagogul John Dewey. Deși audierile au fost în mod evident ținute cu dorința de a dovedi nevinovăția lui Troțki, au adus la lumină probe care demonstrau că unele dintre acuzațiile făcute nu puteau fi adevărate.
De exemplu, Piatakov a depus mărturie că zburase la Oslo în decembrie 1935 să "primească dispoziții teroriste" de la Troțki. Comisia Dewey a stabilit că un asemenea zbor nu a avut loc. Un alt acuzat, Ivan Smirnov, a mărturisit că a luat parte la asasinarea lui Serghei Kirov în decembrie 1934, la o dată la care el era deja de un an în închisoare. 
Comisia Dewey și-a publicat concluziile sub forma unei cărți de 422 de pagini intitulată Not Guilty (Nevinovat). Concluziile Comisiei erau acelea că toți cei condamnați în Procesele de la Moscova erau nevinovați. 
În sumarul concluziilor, comisia a scris: "Independent de dovezile extrinseci, comisia a mai aflat:
- Conduita în cazul Proceselor de la Moscova a fost de așa natură încât să convingă orice persoană lipsită de prejudecăți că nu s-a făcut nici o încercare de aflare a adevărului.

- Deși mărturisirilor li s-a dat așa de multă atenție, chiar aceste mărturisiri conțin atât de multe improbabilități inerente încât Comisia este convinsă, fără a ține seama de mijloacele prin care au fost obținute, că ele nu reprezintă adevărul.

- Troțki nu a instruit pe nici unul dintre acuzații sau martorii din Procesele de la Moscova să facă înțelegeri cu puteri străine împotriva Uniunii Sovietice. Troțki niciodată nu a recomandat, complotat sau încercat restaurarea capitalismului în URSS.

Comisia a tras concluzia: "Noi socotim de aceea Procesele de la Moscova niște înscenări."
Câțiva observatori contemporani care gândeau că aceste procese erau în mod inerent corecte, menționau declarațiile lui Molotov care, dacă admitea că unele dintre mărturisiri conțineau unele afirmații greu de crezut, spunea mai apoi că acestea puteau fi atribuite anumitor motive, unul dintre ele fiind acela că, puținii care făceau mărturisiri discutabile încercau să submineze Uniunea Sovietică și guvernul ei, iar mai apoi, făcând afirmații dubioase în mărturisirile lor, aruncau îndoieli asupra justeței acuzării. Molotov a pretins că un învinuit ar fi putut sabota guvernul inventând povestea unei colaborări a unor membri de partid cu agenți străini, pentru ca asupra acestor membri de partid să cadă bănuiala de spionaj în ciuda faptului că nu făcuseră nimic rău, falsa învinuire fiind luată însă de bună. Astfel, chiar Guvernul Sovietic era, în viziunea sa, victima mărturiilor false. El mai spunea însă că, fără nici o îndoială, dovezile conspirațiilor celor mai mulți foști înalți demnitari, făcute pentru a pune mâna pe putere într-un moment de slăbiciune datorat războiului care se apropia, erau reale.

## Epurarea armatei
Epurarea în Armata Roșie s-a bazat pe dovezi fabricate care arătau că spionajul german ar acționa printr-un intermediar, președintele Cehoslovaciei, Beneș. Prin dovezi măsluite se încerca să se demonstreze existența unei corespondențe între Tuhachevski și membrii Înaltului Comandament German. Prin epurările făcute în armată au fost îndepărtați 3 din 5 mareșali, 13 din 15 generali de armată, 8 din 9 amirali, (aici epurările au fost mai profunde, deoarece marinarii erau suspectați că au exploatat ocaziile pe care le-au avut să aibă contacte cu străinii), 50 din 57 de generali de corp de armată, 154 din 186 generali de divizie, 16 din 16 comisari de armată și 25 din 28 de comisari de corp de armată. 
Unii observatori au apreciat că acest fapt a dezorganizat armata, a privat-o de comandanți experimentați și au făcut-o vulnerabilă în fața unei agresiuni. Acești observatori cred că epurările din armată l-au încurajat pe Hitler să lanseze Operațiunea Barbarossa, după ce a aflat de slăbiciunea Armatei Roșii..

## Epurarea extinsă
Până în cele din urmă, aproape toți bolșevicii care au avut un rol important în timpul revoluției din 1917 sau în guvernul sovietic pe timpul lui Lenin au fost executați. Dintre cei șase membri originali ai Politburo-ului din perioada Revoluției din Octombrie 1917 care au mai trăit până la Marea Epurare, doar Stalin a mai supraviețiut. Patru din ceilalți cinci au fost executați. Al cincilea, Lev Troțki, a plecat în exil în Mexic după ce a fost exclus din partid dar a fost asasinat de un agent sovietic în 1940. Dintre cei șapte membri aleși în Politburo între Revoluția din Octombrie și momentul morții lui Lenin din 1924, patru au fost executați, unul, (Tomski), s-a sinucis, și doi (Molotov și Kalinin) au supraviețuit. Din cei 1.966 delegați la al XVII-lea Congres Al Partidului din 1934, (ultimul congres înainte de procese), 1.108 au fost arestați și aproape toți au murit.
Procesele și execuțiile foștilor lideri sovietici au fost, oricum, doar o mică parte a epurărilor.

### Foștii chiaburi
Atâta vreme cât clasa "socială a chiaburilor" fusese "lichidată", pe 30 iulie 1937 a fost dat Ordinul nr. 00447 al NKVD-ului care îi privea în mod direct pe "foștii chiaburi" și pe "sprijinitorii chiaburilor", printre alte elemente antisovietice. Acest ordin a fost un început care a devenit un șablon pentru alte acțiuni ale NKVD-ului care vizau alte categorii specifice ale populației.

### Operațiunile naționale ale NKVD-ului
O serie de operațiuni naționale ale NKVD-ului au fost duse la îndeplinire în perioada 1937-1940, justificate de teama de a cincea coloană a celui mai probabil adversar, Germania, sau a națiunilor din "vecinătatea capitalistă ostilă". Operațiunea poloneză a NKVD-ului a fost prima de acest fel, reprezentând un tipar pentru cum s-a acționat în cazul altor minorități etnice.

### Membri ai partidelor comuniste din alte țări
Victime ale Marii Epurări au căzut și 19 înalți funcționari ai Partidului Comunist din România: Ecaterina Arbore, Imre Aladar, Ioan Dic-Dicescu, Teo Diamandescu, Alexandru Dobrogeanu-Gherea, Elena Filipovici, David Fabian, Dumitru Grofu, Jacques Konitz, Elek Köblös, Leon Lichtblau, Marcel Leonin, Gelbert Moscovici, Alexandru Nicolau, Eugen Rozvany, Alter Zalic, Petre Zissu, Timotei Marin și Marcel Pauker.

## Sfârșitul Erei Ejov (Ejovșcina)
Din vara anului 1938, toți cei aflați la putere și-au dat seama că epurările merseseră prea departe, iar Ejov a fost eliberat din funcția de șef al NKVD-ului, (rămânând  Comisar al Poporului pentru Transportul pe Apă), și în cele din urmă a fost și el epurat. Lavrenti Beria i-a succedat ca șef al NKVD-ului. Pe 17 noiembrie 1938 un ordin comun al Sovnarkom (guvernul) URSS și al Comitetului Central al PCUS(b) (Decretul despre arestări, supravegherea procurorului și desfășurarea investigațiilor) și ordinul ulterior al NKVD-ului semnat de Beria a oprit cele mai multe operațiuni ale NKVD-ului de represiune sistematică și a suspendat aplicarea sentințelor capitale. Acesta a fost semnalul sfârșitului epurărilor masive și super-zeloase. Cu toate acestea, practica arestărilor în masă și a exilului a fost continuată până la moartea lui Stalin în 1953.

## Reacții ale occidentului
Deși procesele foștilor lideri sovietici se bucurau de o largă publicitate, sutele de mii de alte arestări și execuții nu s-au bucurat de aceeași atenție. Acestea din urmă au devenit cunoscute doar când foști întemnițați în Gulag au ajuns în occident și și-au spus poveștile. În mod special în Franța s-au făcut încercări de discreditare a acestor mărturii. Jean-Paul Sartre a fost de părere că adevărul existenței lagărelor de muncă ar trebui să fie prezentat cu măsură pentru ca proletariatul francez să nu fie descurajat. Cu toate acestea, el este printre primii, dacă nu chiar primul care publică în Franța, în paginile revistei sale Les Temps modernes, mărturiile din Gulagul sovietic, regulamentul lagărelor și o hartă a prezenței lor. S-au inițiat o serie de acțiuni legale în timpul cărora au fost prezentate dovezi de necontestat, iar mărturiile foștilor întemnițați au fost dovedite ca adevărate.
În ciuda marelui scepticism în legătură cu procesele-spectacol și a mărturiilor ocazionale ale supraviețuitorilor Gulagului, mulți intelectuali din vest continuau să aibă o poziție favorabilă față de Uniunea Sovietică, poziție care a început să-și piardă din importanță odată cu trecerea timpului. Odată cu începerea războiului rece și a McCarthyismului, suporterii URSS-ului au început să fie persecutați, așa că au fost multe motive personale pentru ca mulți intelectuali să-și schimbe părerile. De asemenea, au început să apară după moartea lui Stalin probe și rezultate ale cercetărilor, toate acestea dezvăluind întreaga enormitate a epurărilor. Prima dintre aceste surse au fost dezvăluirile lui Hrușciov care i-a afectat în mod special pe editorii americani ai ziarului Partidului Comunist din SUA, Daily Worker, care, urmând exemplul dat de New York Times, a publicat Discursul Secret în întregime. . 
În 1968, Robert Conquest a publicat The Great Terror: Stalin's Purge of the Thirties (Marea Teroare: Epurările lui Stalin din anii ’30) . Alexandr Soljenițîn cu Arhipelagul Gulag a urmat în 1973. La sfârșitul anilor ’90, Stalin a fost denunțat în mod deschis drept criminal de către Gorbaciov în timpul glasnost-ului. Arhivele sovietice au fost deschise cercetării istoricilor ruși și din alte țări după colapsul Uniunii Sovietice. În sfârșit, în Franța, unde intelectualii erau mai favorabili comunismului sovietic, a apărut în 1997 Cartea neagră a comunismului care, bazându-se în parte pe dezvăluirile faptelor din timpul Marii Epurări, a comparat comunismul cu nazismul. Totuși, minimalizări ale Marii epurări continuă printre savanții revizioniști din Statele Unite și printre membrii unor grupuri mici dar înflăcărate de neostaliniști.  Arhivat în 1 iunie 2006, la Wayback Machine..

## Reabilitarea
Marea Epurare a fost denunțată de Nikita Hrușciov, care a devenit conducătorul Uniunii Sovietice după moartea lui Stalin. În discursul său secret la al XX-lea Congres al Partidului Comunist al Uniunii Sovietice din februarie 1956, care a fost făcut public o lună mai târziu, Hrușciov denumea epurările "abuzuri de putere" ale lui Stalin, abuzuri care au adus pagube uriașe țării. In același discurs, el a recunoscut că multe dintre victime erau nevinovate și au fost condamnate pe baza unor mărturii false obținute prin tortură. Luarea acestei poziții a fost folositoare din punct de vedere politic pentru Hrușciov, atâta vreme cât el era angajat într-o luptă pentru putere cu rivalii care fuseseră asociați cu epurările, (așa numitul Grup anti-partinic). Dezvăluirile făcute pe tema epurărilor l-au ajutat în mod potrivit pe Hrușciov să submineze puterea rivalilor săi și să-l propulseze în funcția de Președinte al Consiliului de Miniștri.
Începând din 1954, unele dintre condamnări au fost revizuite. Mihail Tuhacevski și alți generali condamnați în Procesul Generalilor Armatei Roșii au fost declarați nevinovați ("reabilitați") în 1957. Foștii membri ai Politburo Jānis Rudzutaks și Stanislav Kosior, ca și multe alte victime mai puțin cunoscute, au fost de asemenea declarate nevinovate pe parcursul aceluiași deceniu. Nikolai Buharin și alți condamnați în Procesele de la Moscova au fost reabilitați mai târziu, în 1988.
Cartea Reabilitarea: Procesele politice din anii 30-50 (Реабилитация. Политические процессы 30-50-х годов) (1991) conține un mare număr de materiale originale din arhive, prezentate pentru prima oară: transcrieri ale interogatoriilor, scrisori ale condamnaților și fotografii. Pe această bază este arătat în detaliu cât de multe procese spectacol au fost fabricate.

## Victimele
După estimările Ministerului de interne făcute la ordinul special al comisiei Partidului Comunist care se ocupa de pregătirea celui de al XX-lea Congres al Partidului, cel puțin 681.692 oameni au fost executați numai pe durata anilor 1937–38,  numai conform listelor de execuție semnate personal de Stalin, aflate în arhivele NKVD. Numărul exact de persoane afectate rămâne nesigur și depinde de modul în care se face numărătoarea, de perioada care se ia în considerație și dacă morții din Gulag și din timpul transportului către lagărele de muncă sunt luate și ele în considerare. 
Un grup de frunte de apărători ai drepturilor omului din Rusia, Societatea Memorial a publicat o listă cuprinzând 1.345.796 de nume a unor oameni care au căzut victime epurărilor staliniste.

## Tăgăduirea
Unii autori, precum comunistul belgian Ludo Martens (1946 - 2011), susțin că realitățile epurărilor au fost mult exagerate și că aceste epurări au fost necesare luptei cu inamicii politici din acele timpuri. Ei pretind că modul de vedere preponderent asupra epurărilor este rezultatul coincidenței de interese a politicienilor sovietici post-Stalin și a politicienilor și istoricilor occidentali, (în particular al lui Nikita Hrușciov, care a inițiat "destalinizarea"). Primii ar fi dorit discreditarea opoziției staliniste în timp ce scopul celorlalți a fost să discrediteze Uniunea Sovietică ca entitate.